# Truncatellina
Die Gattung Truncatellina ist eine Schneckengattung der Familie der Windelschnecken (Vertiginidae) aus der Unterordnung der Landlungenschnecken (Stylommatophora). 

## Merkmale
Die Gehäuse der Vertreter der Gattung Truncatellina sind eiförmig-zylindrisch, zylindrisch bis leicht konisch-zylindrisch mit fünf bis sieben, konvex gewölbten Windungen. Sie sind 1,2 bis 2,5 mm hoch und 0,6 bis 1,1 mm breit. Die Schale ist vergleichsweise zerbrechlich bis fest. Die Farbe variiert von blass braun bis hornfarben. Sie sind meist einheitlich gefärbt, seltener sind die Rippen etwas heller. Die postembryonale Skulptur besteht aus mehr oder weniger feinen Anwachsstreifen bis zu scharfen mehr oder weniger dichtstehenden Rippen. Die Mündung ist einfach, oder lippig verdickt oder auch breit umgeschlagen. Entsprechend ist der nadelförmige Nabel offen oder überdeckt. Die Mündung kann zahnlos sein, oder mit bis zu drei "Zähnen" (parietal, columellar und palatal) bewehrt sein. Bei manchen Arten sind nicht alle Zähne in der Frontalansicht sichtbar, sondern liegen tief in der Mündung. Die Zähne bilden sich erst aus, wenn die Tiere annähernd adult sind. 
Im Geschlechtsapparat ist ein kurzer Penis und ein kurzer und konisch geformter Epiphallus vorhanden, die durch einen Ringmuskel voneinander abgesetzt sind. Der Ringmuskel zwischen Penis und Epiphallus ist vergleichsweise weit. Das Innere des Penis weist glatte Längsfalten auf. Die Prostata besteht aus wenigen Azini. Der Penisretraktormuskel setzt am Übergang des Samenleiters in den Epiphallus an. Der Samenleiter ist vergleichsweise kurz und nicht verdreht. Die Vagina ist lang und eng. Der Stiel der länglich-eiförmigen Samenblase ist vergleichsweise lang. Am Kopf fehlt das untere Paar Tentakeln.

## Geographische Verbreitung
Die Arten der Gattung Truncatellina sind mit Ausnahme von Australien und der Antarktis weltweit verbreitet. 

## Taxonomie
Das Taxon wurde von 1852 Robert Thomas Lowe aufgestellt. Typusart durch Monotypie ist Pupa linearis Lowe, 1852. Derzeit werden über 40 Arten zu dieser Gattung gestellt. Die folgende Liste ist im Wesentlichen eine Zusammenstellung nach Cardona (2010):
- Truncatellina adami van Bruggen, 1994
- Truncatellina arcyensis Klemm, 1943
- Truncatellina asirensis Hausdorf & Wronski, 2011[3]
- Truncatellina atomus Shuttleworth, 1852
- Truncatellina ayubiana Auffenberg & Pokryszko, 2009[4]
- Truncatellina babusarica Auffenberg & Pokryszko, 2009[4]
- Truncatellina beckmanni Cardona, 2010
- Truncatellina biscoitoi Hutterer & Groh, 1993
- Truncatellina brandti Zilch, 1960
- Südliche Zylinderwindelschnecke (Truncatellina callicratis (Scacchi, 1833))
- Truncatellina cameroni Triantis & Pokryszko, 2004
- Helle Zylinderwindelschnecke (Truncatellina claustralis (Gredler, 1856))
- Wulstige Zylinderwindelschnecke (Truncatellina costulata (Nilsson, 1823))
- †Truncatellina cryptodus (Sandberger, 1858), Chattium, Aquitanium, Burdigalium
- Zylinderwindelschnecke (Truncatellina cylindrica (A. Férussac, 1807)), Rezent und Pontium
- Truncatellina doumeti (Letourneux et Bourguignat, 1887)
- Truncatellina dysorata (Melvill et Ponsonby, 1893)
- Truncatellina haasi Venmans, 1957
- Truncatellina himalayana (Benson, 1863)
- Truncatellina insulivaga (Pilsbry et Hirase, 1904)
- Truncatellina iota (Mevill et Ponsonby, 1894)
- Truncatellina klemmi Zilch, 1960
- Truncatellina laeviuscula (Küster, 1850)
- Truncatellina lardea (Jickeli, 1875)
- †Truncatellina lentilii (Miller, 1900), Tortonium, Sarmatium (Miozän)[5]
- Truncatellina linearis (Lowe, 1852)
- Truncatellina lussinensis Štamol, 1995
- Truncatellina molecula (Dohrn, 1869)
- Rotbraune Zylinderwindelschnecke (Truncatellina monodon (Held, 1837))
- Truncatellina mutandaensis (Preston, 1913)
- Truncatellina naivashensis (Preston, 1911)
- Truncatellina ninagongonis (Pilsbry, 1935)
- Truncatellina opisthodon (Reinhardt, 1879)
- †Truncatellina pantherae Harzhauser & Neubauer, 2014[6]
- Truncatellina perplexa (Burnup in Melvill & Ponsonby, 1908)
- †Truncatellina podolica (Lomnicki, 1886), Tortonium
- Truncatellina pretoriensis (Melvill & Ponsonby, 1893)
- Truncatellina purpuraria Hutterer & Groh, 1993
- Truncatellina pygmaeorum (Pilsbry & Cockerell, 1933)
- Truncatellina quantula (Melvill & Ponsonby, 1893)
- Truncatellina rothi (Reinhardt, 1916)
- Truncatellina ruwenzoriensis Adam, 1957
- †Truncatellina splendidula (Sandberger, 1874), Chattium
- †Truncatellina suprapontica Wenz & Edlauer, 1942, Oberes Miozän[5]
- Truncatellina sykesii (Melvill & Ponsonby, 1893)
- Truncatellina uniarmata (Küster, 1856)
- Truncatellina upembae Adam, 1954
- Truncatellina velkovrhi Štamol, 1995

## Belege